# Tarazjusz
Tarazjusz – imię męskie pochodzenia greckiego, prawdopodobnie oznaczające "pochodzący z Tarentum". Patronem tego imienia jest Tarazjusz, patriarcha Konstantynopola.
Tarazjusz imieniny obchodzi 25 lutego.
Brzmienie w innych językach:
- Taras (ukr.)